# St-Martin (Breux-Jouy)

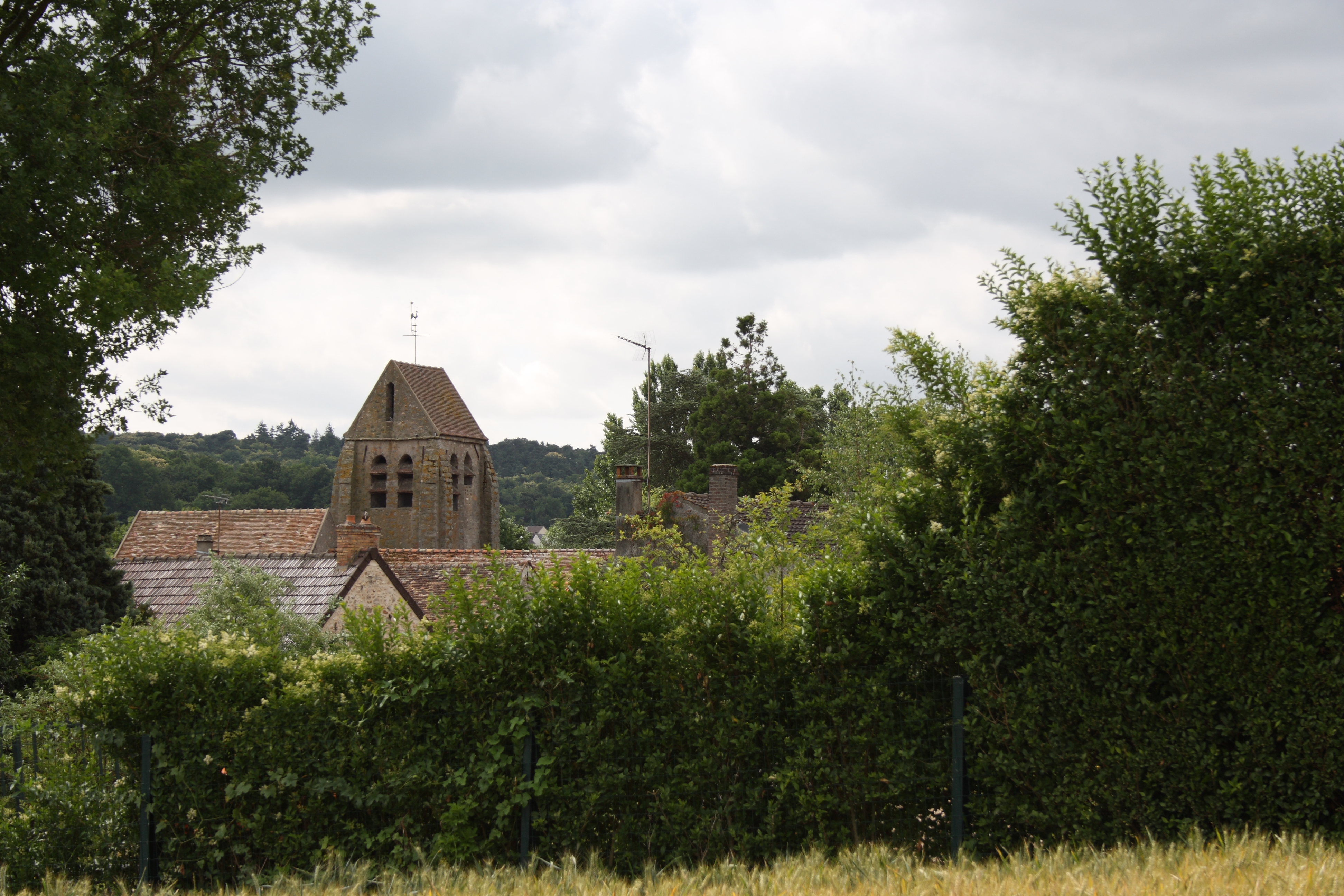
Pfarrkirche Saint-Martin

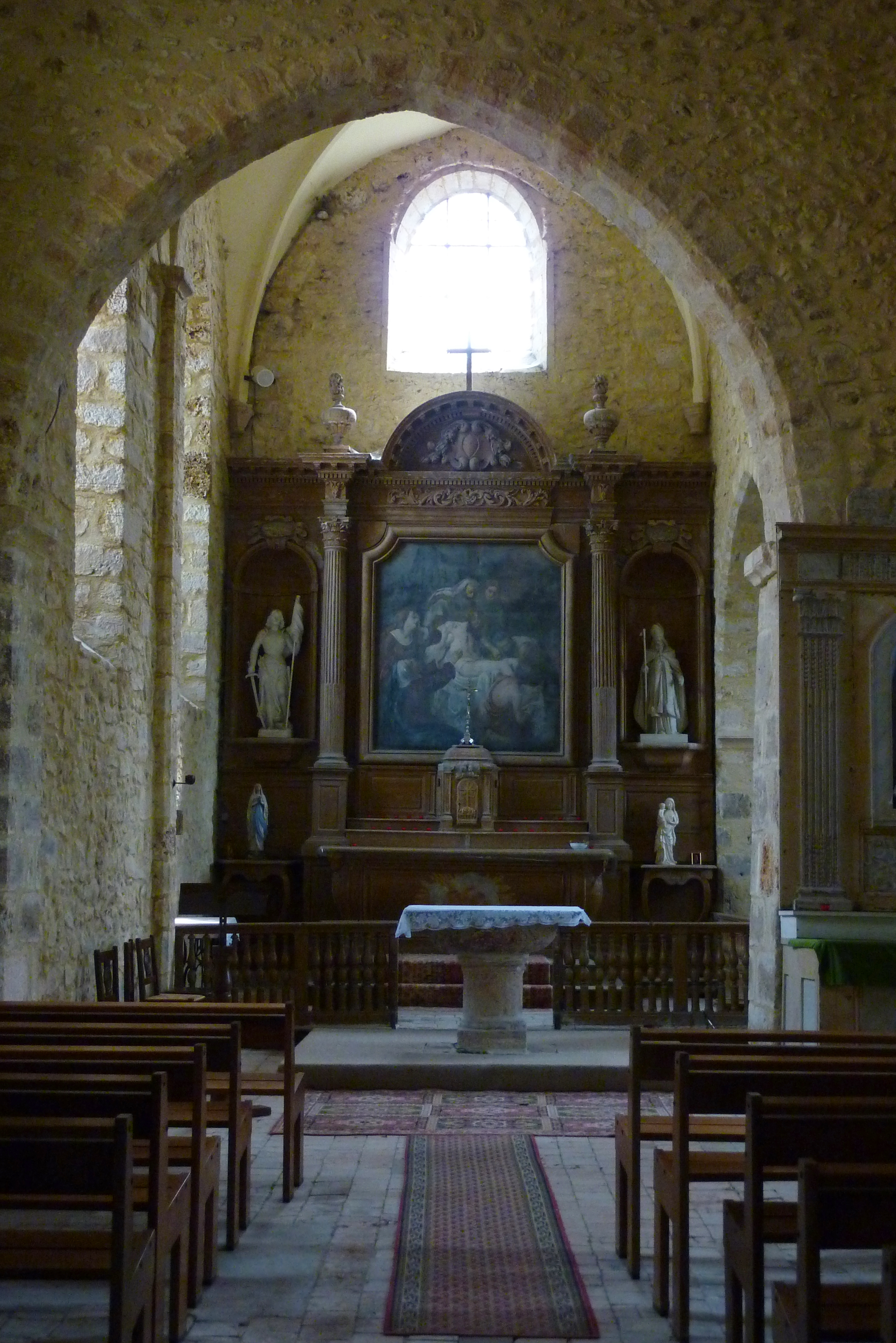
Innenraum

Die katholische Pfarrkirche Saint-Martin in Breux-Jouy, einer Gemeinde im Département Essonne in der französischen Region Île-de-France, wurde im 12. und 13. Jahrhundert errichtet und im 14. Jahrhundert verändert. Die Kirche ist dem hl. Martin von Tours geweiht.

## Architektur

### Außenbau
An der Südseite der Kirche erhebt sich der Glockenturm, der noch seine Glocke aus dem Jahr 1779 besitzt. Er ist mit einem Satteldach gedeckt und wird an seinen Ecken durch massive Strebepfeiler verstärkt. Das Obergeschoss ist von hohen, gekuppelten Klangarkaden durchbrochen. Das schlichte Portal ist in ein offenes Vorzeichen an der Westfassade eingebaut.

### Innenraum
Vom ursprünglich romanischen Bau sind noch das Hauptschiff, das südliche Seitenschiff und der gerade geschlossene Chor erhalten. Das Hauptschiff ist flach gedeckt, der Chor und das Seitenschiff besitzen Kreuzgratgewölbe. Die mit einer Fratze verzierte Konsole wird in das 12. Jahrhundert datiert. Auch die Kapitelle sind aus der romanischen Kirche erhalten.

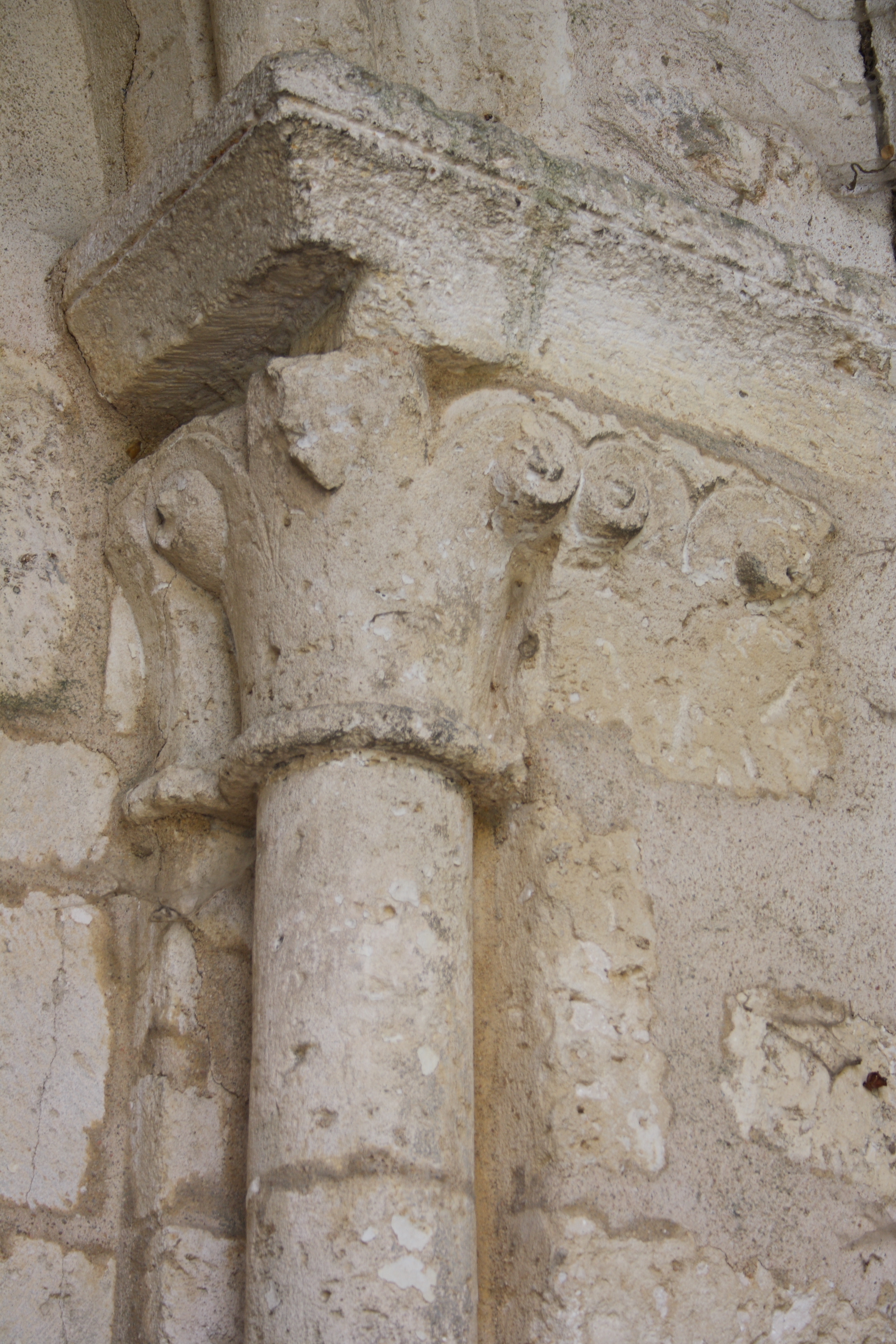
Kapitell
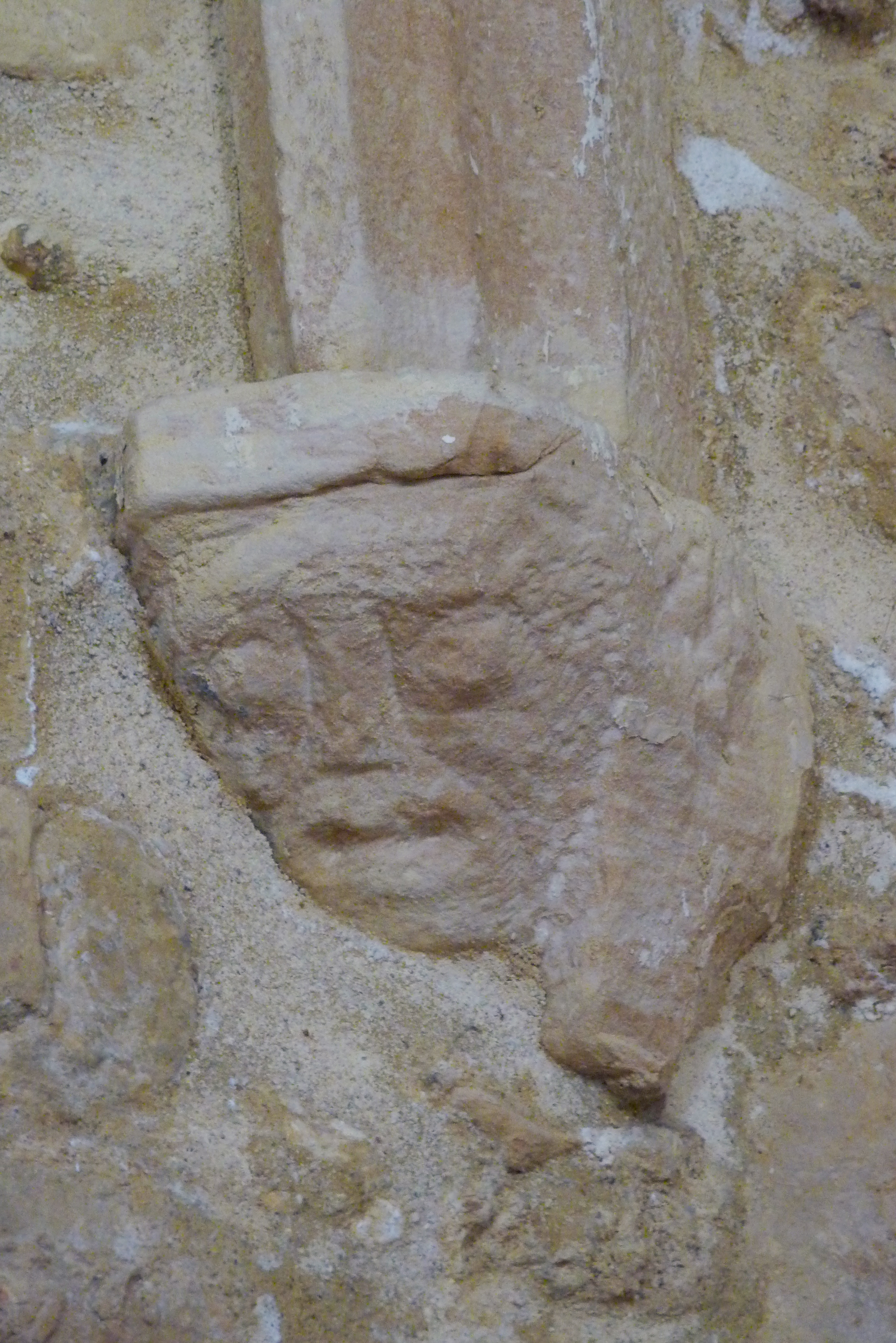
Konsole
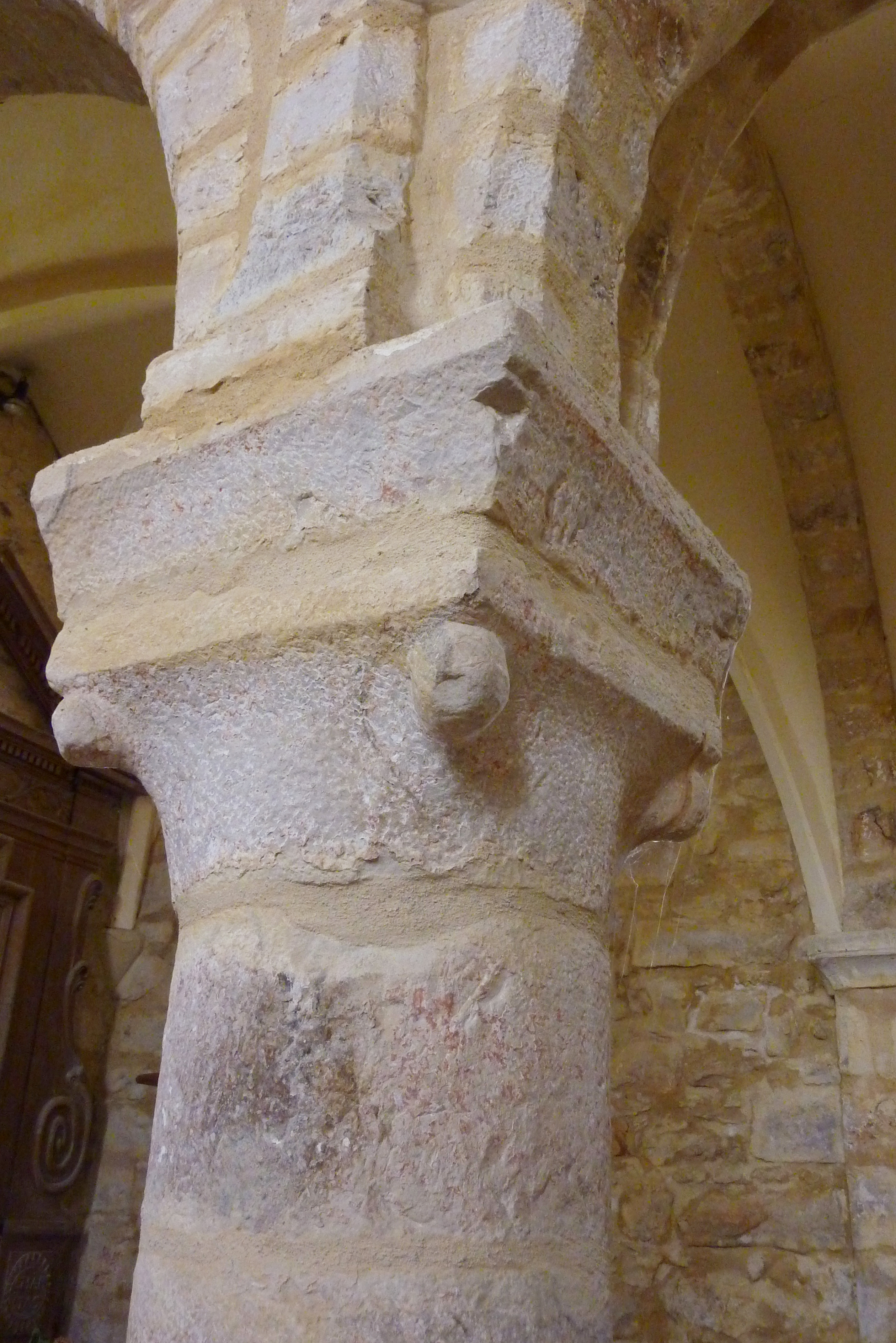
Kapitell

## Ausstattung

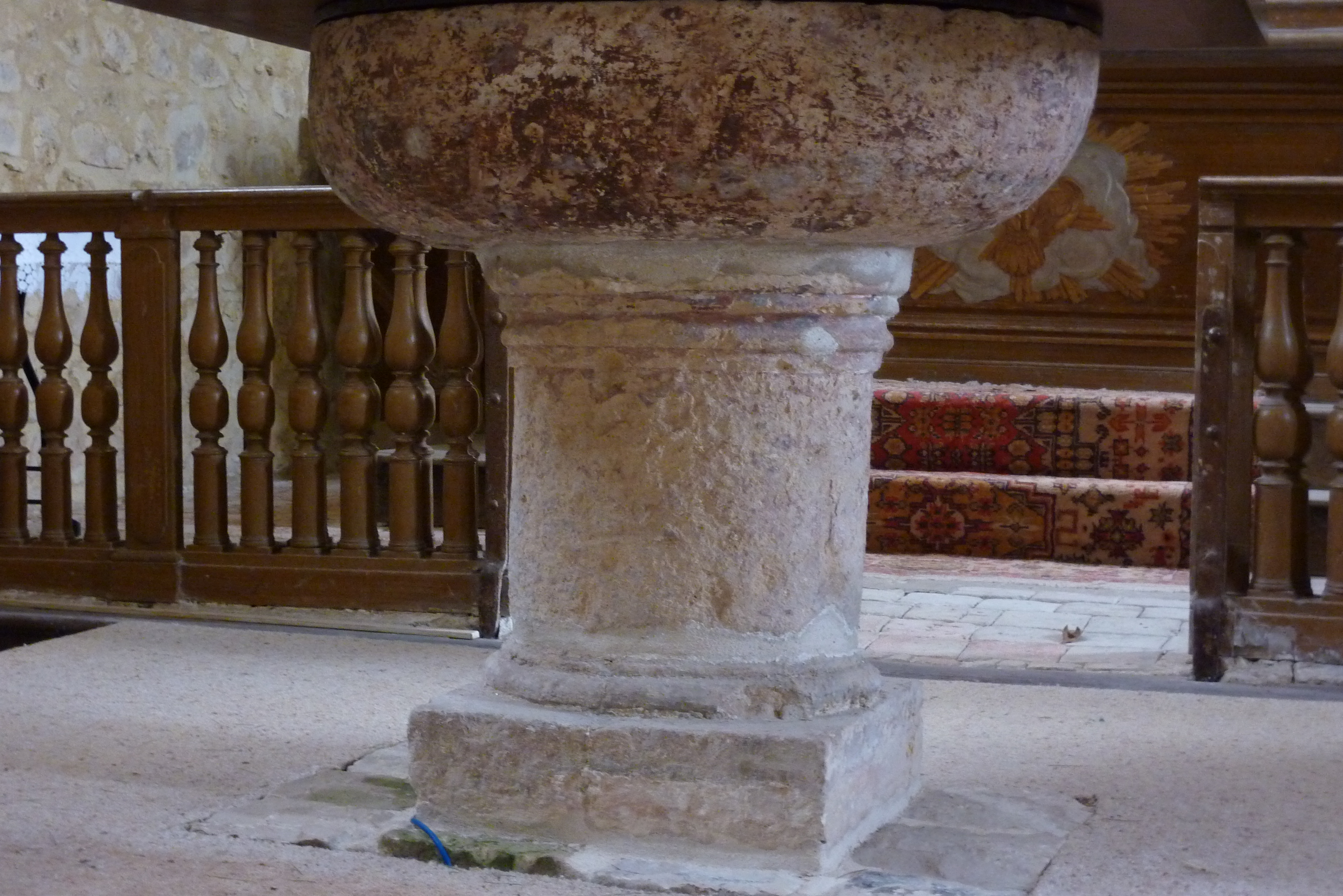
Taufbecken

Die Kirche besitzt mehrere Ausstattungsstücke, die als Monument historique eingestuft sind.
- Der Hauptaltar wurde im 17. Jahrhundert eingebaut. Auf dem Altarbild von Paul Delaroche ist die Kreuzabnahme dargestellt.[2]
- Auch die Chorschranke wird ins 17. Jahrhundert datiert.[3]
- Die Kanzel[4] stammt wie das Lesepult von 1680/83.[5]
- Das Taufbecken wurde vor dem Chor aufgestellt und dient heute als Altar.